# Họ Sáo
Họ Sáo (danh pháp khoa học: Sturnidae) là một họ chim có kích thước từ nhỏ tới trung bình, thuộc bộ Sẻ. Tên gọi "Sturnidae" có nguồn gốc từ tiếng Latinh sturnus để chỉ chim sáo. Chim họ Sáo sinh sống tự nhiên trong khu vực Cựu thế giới, từ châu Âu, châu Á và châu Phi tới miền bắc Australia và các đảo trong khu vực nhiệt đới Thái Bình Dương. Một vài loài châu Á và châu Âu đã được du nhập sang các khu vực đó cũng như vào Bắc Mỹ, Hawaii và New Zealand. Tên gọi phổ biến trong tiếng Việt cho các loài trong họ này là sáo và yểng (nhồng, cà cưỡng).
Chim họ Sáo có chân khỏe, đường bay khỏe và thẳng, và chúng thích sống thành bầy. Môi trường sinh sống ưa thích của chúng là vùng nông thôn tương đối thoáng, chúng ăn sâu bọ và quả. Một vài loài sống xung quanh nơi sinh sống của người và chúng là những loài chim thực sự ăn tạp. Nhiều loài tìm kiếm thức ăn bằng cách há mỏ sau khi thăm dò nó trong bụi cây rậm; thói quen này được gọi là "thăm dò mỏ há". 
Bộ lông thường sẫm màu với ánh kim. Phần lớn các loài làm tổ trong các hốc, lỗ và đẻ các trứng màu xanh lam hay trắng.
Nhiều loài nguồn gốc châu Á, cụ thể là các loài lớn, được gọi là yểng hay sáo yểng, còn nhiều loài châu Phi gọi là sáo ngũ sắc do chúng có bộ lông óng ánh nhiều màu.
Loài có thân hình ngắn nhất là sáo Kenrick (Poeoptera kenricki) chỉ dài 15 cm (6 inch), nhưng loài nhẹ nhất lại là sáo Abbott (Poeoptera femoralis) chỉ nặng 34 gam (1,2 oz). Các loài chim sáo lớn nhất là sáo dạng yểng của chi Mino, đặc biệt là sáo mặt vàng (Mino dumontii) và sáo đuôi dài (Mino kreffti). Những loài sáo dạng yểng này có thể dài trên 30 cm (1 ft) và cân nặng trên 225 gam (8 oz).
Chim họ Sáo có sự xướng âm đa dạng và phức tạp, và người ta biết rằng chúng pha trộn các âm thanh từ môi trường quanh chúng vào giọng hót của mình, kể cả tiếng còi ô tô hay các kiểu giọng nói của con người. Những loài chim này có thể nhận biết được từng cá thể riêng lẻ nhờ giọng hót của chúng và hiện tại chúng là loại chim được dùng để nghiên cứu quá trình tiến hóa của tiếng nói của con người.

## Phân loại

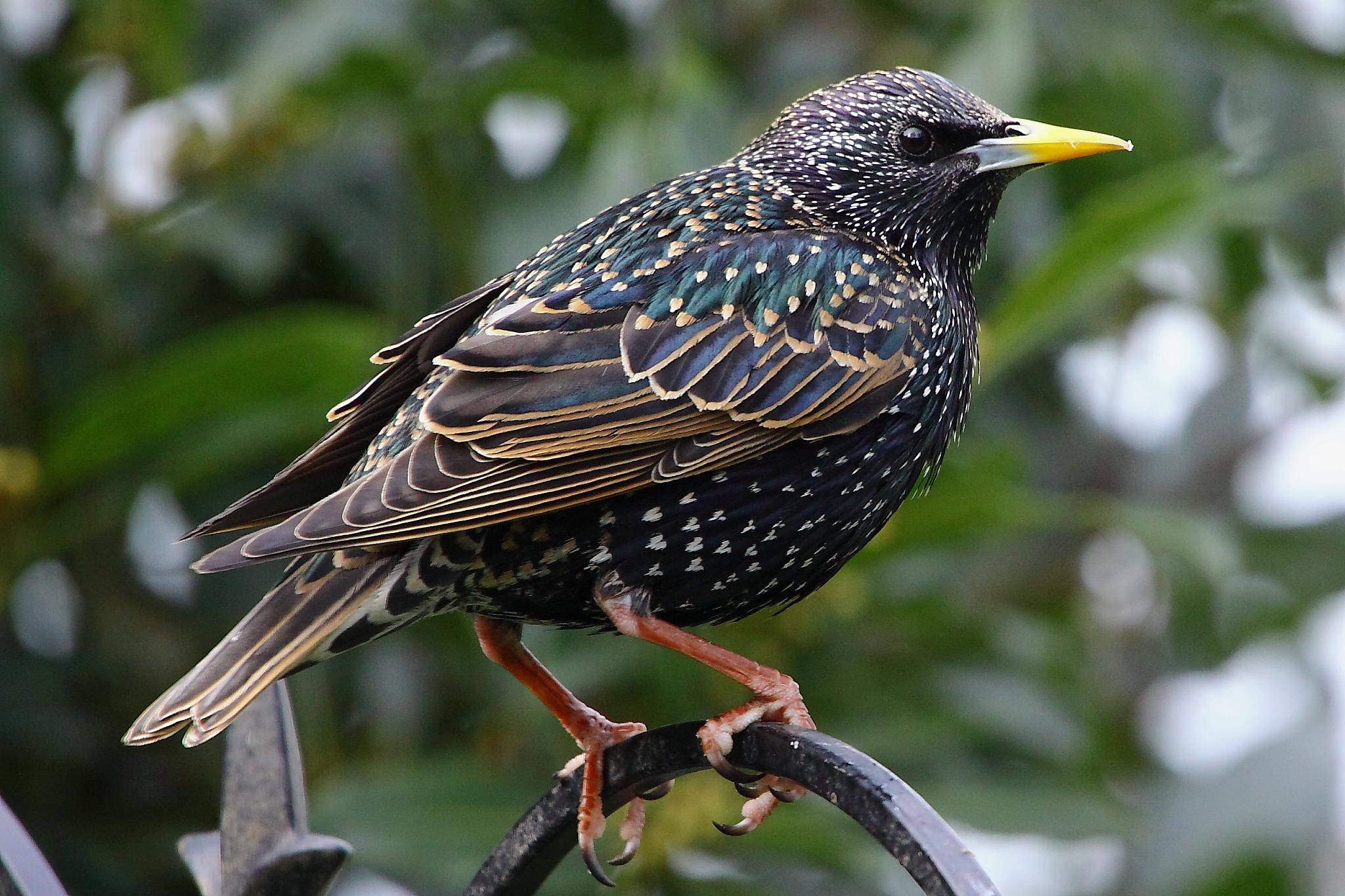
Một con chim sáo.

Họ Sáo thuộc về liên họ Muscicapoidea, cùng các loài chim như họ họa mi đỏ và chim nhại (Mimidae), Buphagidae, hoét (Turdidae), đớp ruồi (Muscicapidae) và sẻ bụi (phân họ Saxicolinae của họ Muscicapidae), cũng như hoét nước (Cinclidae) có họ hàng xa. Mimidae có lẽ là các họ hàng còn sinh tồn gần gũi nhất của Sturnidae và thay thế chỗ của chúng tại châu Mỹ, và có kiểu sống rất tương tự nhưng cô độc hơn. Về hình thái chúng cũng rất giống – các mẫu vật một phần nào đó có dạng bạch tạng trong họ Mimidae, từng bị gán nhãn sai như là có nguồn gốc Cựu thế giới, trong nhiều thập niên được cho là đại diện cho nhánh sáo đã tuyệt chủng (xem sáo Rodrigues để có thêm chi tiết).
Các loài chim bắt bét bò đôi khi cũng được đặt vào họ này như một phân họ gọi là Buphaginae, nhưng các chứng cứ lại nghiêng về phía coi chúng là một họ độc lập, do chúng là thành viên cơ sở hơn của nhóm Sturnidae-Mimidae, xuất phát từ sự mở rộng thời kỳ đầu vào châu Phi.
Thông thường chim dạng sáo được coi là một họ, như trong bài này. Một số tác giả, như Sibley & Monroe (1990) đặt cả các loài chim dạng chim nhại vào trong họ này và hạ chim dạng sáo xuống cấp tông, gọi là Sturnini. Việc xếp đặt như vậy cũng được Zuccon và ctv. (2006) sử dụng. Tuy nhiên, việc gộp nhóm của Sibley & Monroe (bên cạnh việc để cấp phân họ trống không) là hơi thái quá do các hạn chế về mặt phương pháp trong các kỹ thuật lai ghép DNA-DNA của họ và phần lớn các sửa đổi được đề xuất của họ trong cấp bậc phân loại không được chấp nhận (chẳng hạn xem bộ Ciconiiformes). Việc gộp nhóm họ Sturnidae bao gồm tất cả này không cung cấp được thông tin liên quan tới địa sinh học và làm mơ hồ các khác biệt tiến hóa của cả ba dòng dõi. Dù sao, việc thiết lập tên gọi hợp lệ cho nhánh bao gồm họ "liên-Sturnidae" của Sibley/Monroe có thể là đáng mong muốn để làm rõ nét sự tương phản của chúng với các dòng dõi chính khác trong liên họ Muscicapoidea.
Chim dạng sáo có lẽ có nguồn gốc từ khu vực Đông Á, có thể là về phía tây nam Thái Bình Dương, với chứng cứ là hàng loạt các dòng dõi với các đặc trưng tồn tại trước khi có tổ tiên chung gần nhất của họ Sáo cũng sinh tồn ở đây. Việc mở rộng vào châu Phi dường như diễn ra muộn hơn, do phần lớn các dạng phái sinh được tìm thấy tại đây. Một kịch bản khác coi nguồn gốc châu Phi cho toàn bộ nhóm "chim dạng sáo" (chẳng hạn Zuccon và ctv. 2006), với chim bắt bét bò đại diện cho nhóm sinh vật cổ đại còn sót lại và chim dạng chim nhại chuyển đến Nam Mỹ. Điều này mâu thuẫn với sự phân bố tại Bắc Mỹ của phần lớn các nhóm cơ sở nhất trong họ Mimidae..
Do các mẫu hóa thạch chỉ có với các dạng gần đây (kỷ Đệ Tứ), nên sự rẽ nhánh đề xuất là khoảng Tiền Miocen (khoảng 25-20 Ma) cho các dòng dõi "chim dạng sáo" cần phải được coi là cực kỳ không chắc chắn. Tuy nhiên, dựa vào chứng cứ chung về nguồn gốc của phần lớn các họ thuộc phân bộ Passeri trong nửa đầu của thế Miocen thì điều này dường như cũng không quá xa từ dấu mốc này.
Các nghiên cứu gần đây  đã nhận dạng hai nhánh chính của họ này, trong đó nhánh thứ nhất tương ứng với "yểng/sáo không điển hình" nói chung có màu nâu xám, thường có sọc, hơi lớn cùng các dòng dõi khác chủ yếu là châu Á-Thái Bình Dương và nhánh thứ hai là các đơn vị phân loại thường có kích thước nhỏ hơn, đôi khi có các đặc trưng riêng khá rõ nét và chỉ có từ thời điểm phân nhánh trong cây tiến hóa, phổ biến tại châu Phi và Cổ Bắc giới, thường có lông màu ánh kim và một số loài có phần lông mặt bụng màu vàng nghệ. Bên trong nhánh thứ hai này là một nhánh nhỏ chứa các loài thông thường không có màu quá sáng, là nhóm chứa tổ hợp "sáo điển hình" của chi Sturnus.
Một điều thú vị là leo cây Philippines (Rhabdornis spp.), một chi chứa 3 loài chim tương tự như các loài đuôi cứng (họ Certhiidae) dường như là các thành viên có đặc trưng riêng khá cao của sự phân tỏa nguyên thủy hơn của họ Sturnidae. Trong khi điều này có vẻ như kỳ quặc khi mới nghe, nhưng vị trí của chúng luôn luôn có thể gây bất đồng. Ngoài ra, địa sinh học dường như loại bỏ mối quan hệ gần gũi của leo cây Philippines với chim đuôi cứng, do nhóm chim thứ hai này cũng như các họ hàng gần của chúng không sinh sống gần với khu vực Wallacea, mà chỉ có leo cây Philippines là vượt qua giới hạn này. Tuy nhiên, việc đưa chúng vào họ Sturnidae là không hoàn toàn dứt khoát và thậm chí chúng có thể là một họ riêng.
Bài báo năm 2007 của Lovette & Rubenstein giải quyết được phần lớn các sự không chắc chắn, mặc dù không giải quyết được câu hỏi được mong chờ nhiều nhất là chi Sturnus được chia tách như thế nào.
Lovette et al. (2008) cung cấp phân tích di truyền hoàn chỉnh của tất cả các loài sáo và yểng Á-Âu còn sinh tồn (Sturnini). Chi Sturnus được phát hiện là định nghĩa quá rộng, dẫn tới sự chia tách của các chi Pastor, Gracupica, Agropsar, Sturnornis, Sturnia (= Temenuchus) và Spodiopsar (= Poliopsar). Bên cạnh đó, S. burmannicus được chuyển sang chi Acridotheres.
Bài báo của Zuccon et al. (2008) tinh chỉnh một chút trật tự sắp xếp (chủ yếu là sáo Réunion), và hiệu đính 2 tên chi (thành Sturnia và Spodiopsar).
Phân loại thời điểm năm 2019 như sau:

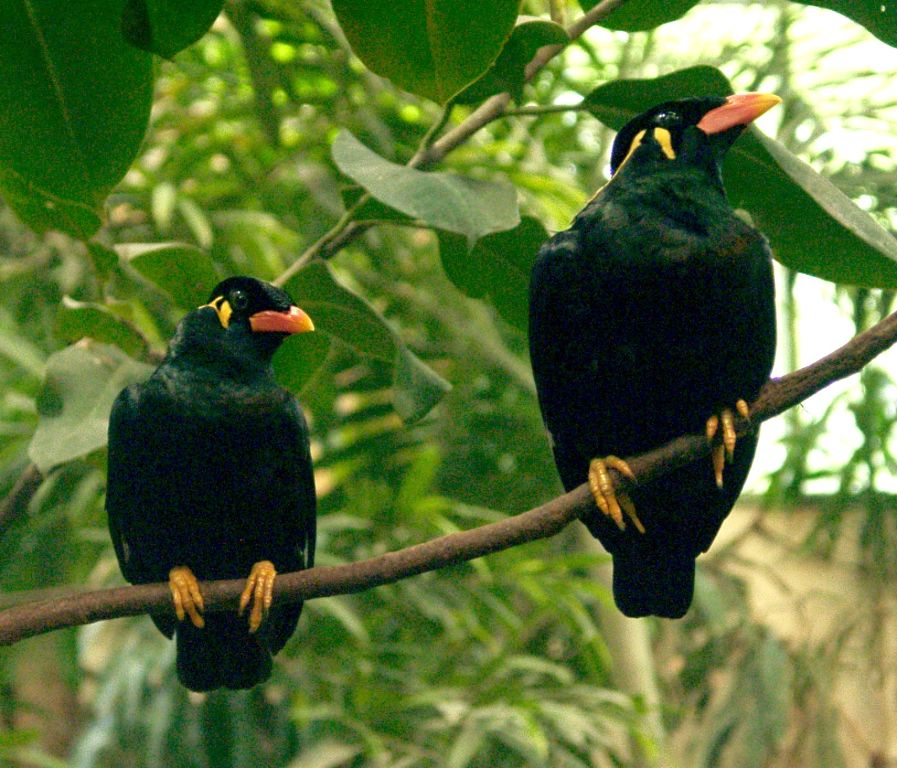
Yểng, Gracula sp.

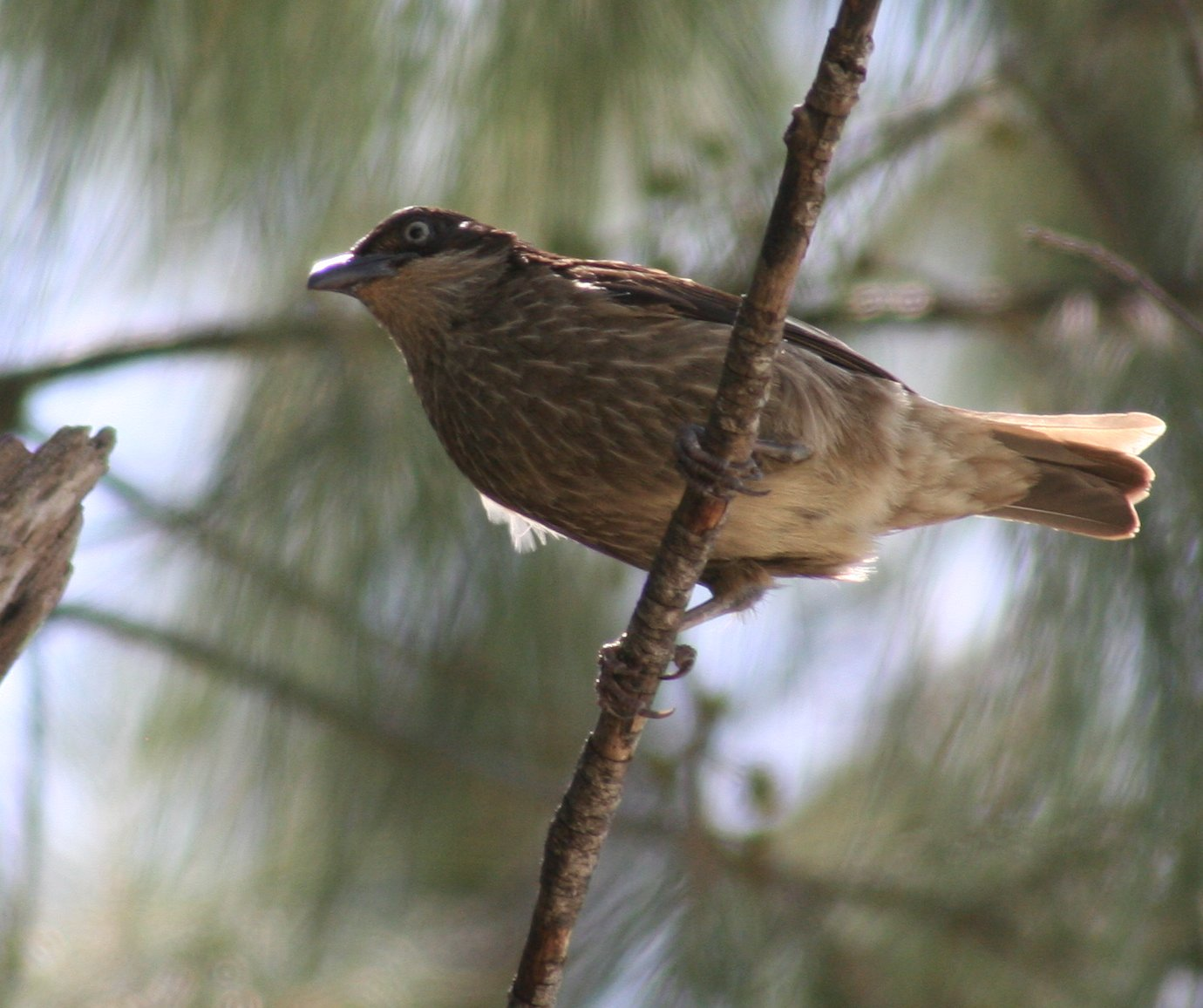
Sáo Polynesia (Aplonis tabuensis), sinh sống trong khu vực từ quần đảo Solomon tới Tonga.

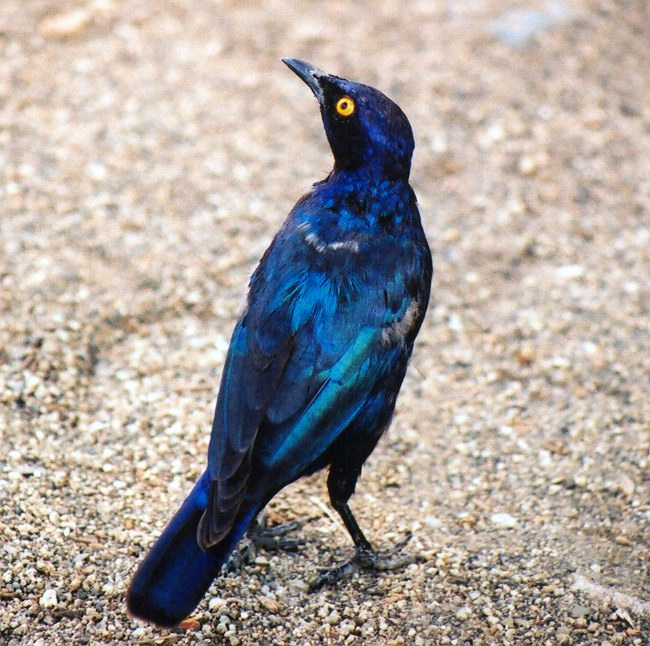
Sáo ngũ sắc Cape (Lamprotornis nitens).

- Phân họ Graculinae = Nhánh phương Đông-Australasia: Sáo Nam Á/Thái Bình Dương.
  - Tông Rhabdornithini: Leo cây Philippines
    - Chi Rhabdornis – 3 loài leo cây Philippines.

  - Tông Graculini:
    - Chi Basilornis – Sáo dạng yểng
      - Sáo Sulawesi, Basilornis celebensis
      - Sáo đội mũ, Basilornis galeatus
      - Sáo mào dài, Basilornis corythaix

    - Chi Goodfellowia
      - Sáo Apo, Basilornis mirandus = Goodfellowia miranda

    - Chi Sarcops
      - Sáo Coleto, Sarcops calvus

    - Chi Streptocitta – Sáo dạng yểng
      - Sáo cổ trắng, Streptocitta albicollis
      - Sáo mắt trần, Streptocitta albertinae

    - Chi Mino – Sáo dạng yểng
      - Sáo mặt vàng, Mino dumontii
      - Sáo đuôi dài, Mino kreffti
      - Sáo vàng kim, Mino anais

    - Chi Ampeliceps – Sáo (dạng yểng) [mào] vàng
      - Sáo mào vàng Ampeliceps coronatus

    - Chi Gracula – 5 loài yểng (nhồng, cà cưỡng).
    - Chi Enodes– Sáo dạng yểng
      - Sáo mày lửa, Enodes erythrophris

    - Chi Scissirostrum– Sáo dạng yểng
      - Sáo mỏ sẻ, Scissirostrum dubium

    - Chi Aplonis – Sáo Thái Bình Dương (khoảng 21 loài sinh tồn, 3 loài mới tuyệt chủng, trong đó có sáo xanh).
- Phân họ Sturninae = Nhánh nhiệt đới châu Phi-Cổ Bắc giới.
  - Tông Sturnini: Sáo đại lục Á-Âu.
    - Chi Sturnus – Sáo điển hình. Trước đây bao gồm khoảng 12 loài sáo đá, sáo sậu, sáo hồng, cà cưỡng; bao gồm cả các chi hợp lệ là Gracupica, Pastor, Agropsar, Sturnornis, Poliopsar (= Spodiopsar) và Temenuchus (= Sturnia). Hiện tại chỉ chứa 2 loài là Sturnus vulgaris và Sturnus unicolor.
    - Chi Creatophora – Sáo yếm (Creatophora cinerea)
    - Chi Pastor – Sáo hồng (Pastor roeus)
    - Chi Gracupica: 2 loài sáo sậu, sáo khoang.
    - Chi Agropsar
      - Sáo lưng tía hay sáo Dauria, Sturnia sturnina = Agropsar sturninus
      - Sáo má hung, Sturnia philippensis = Agropsar philippensis

    - Chi Sturnornis - Sáo mặt trắng (Sturnornis albofrontatus)
    - Chi Leucopsar - Sáo/yểng Bali (Leucopsar rothschildi)
    - Chi Sturnia: 5 loài. Trước đây thường gộp trong chi Sturnus.
      - Sáo vai trắng, Sturnia sinensis
      - Sáo Brahminy, Sturnia pagodarum
      - Sáo đầu trắng, Sturnia erythropygia
      - Sáo đuôi nâu, Sturnia malabarica
      - Sáo Malabar, Sturnia blythii

    - Chi Spodiopsar
      - Sáo đá mỏ đỏ, Spodiopsar sericeus
      - Sáo đá má trắng, Spodiopsar cineraceus

    - Chi Acridotheres – 10 loài sáo dạng yểng điển hình (trong đó có sáo nâu, sáo đen, sáo mỏ vàng)

  - Tông Cinnyricinclini: Sáo Madagascar và sáo lưng tím.
    - Chi Hartlaubius: Tách từ Saroglossa.
      - Sáo Madagascar, Saroglossa aurata = Hartlaubius auratus

    - Chi Cinnyricinclus
      - Sáo lưng tím, Cinnyricinclus leucogaster

  - Tông Onychognathini: Sáo cánh đỏ.
    - Chi Onychognathus
      - Sáo mỏ dài, Onychognathus tenuirostris
      - Sáo cánh nhạt, Onychognathus nabouroup
      - Sáo cánh đỏ, Onychognathus morio
      - Sáo Neumann, Onychognathus neumanni
      - Sáo cánh hung, Onychognathus fulgidus
      - Sáo Waller, Onychognathus walleri
      - Sáo Tristram, Onychognathus tristramii
      - Sáo mỏ trắng, Onychognathus albirostris
      - Sáo lông đầu cứng, Onychognathus salvadorii
      - Sáo Somali, Onychognathus blythii
      - Sáo Socotra, Onychognathus frater

  - Tông Lamprotornini: Sáo châu Phi.
    - Chi Notopholia (đôi khi đặt trong Lamprotornis): 1 loài sáo bụng đen (Notopholia corrusca).
    - Chi Hylopsar: 2 loài. Tách từ Lamprotornis.
      - Sáo đầu tía, Hylopsar purpureiceps
      - Sáo đuôi đồng, Hylopsar cupreocauda

    - Chi Saroglossa: 1 loài sáo cánh đốm, Saroglossa spiloptera
    - Chi Neocichla: 1 loài sáo khướu, Neocichla gutturalis
    - Chi Grafisia: 1 loài sáo vòng cổ trắng, Grafisia torquata
    - Chi Speculipastor: 1 loài sáo ác là, Speculipastor bicolor
    - Chi Pholia: 1 loài sáo Sharpe, Poeoptera sharpii = Pholia sharpii
    - Chi Poeoptera (trước đây là Pholia, đôi khi gộp trong Cinnyricinclus)
      - Sáo Abbott, Poeoptera femoralis
      - Sáo đuôi hẹp, Poeoptera lugubris
      - Sáo Stuhlmann, Poeoptera stuhlmanni
      - Sáo Kenrick, Poeoptera kenricki

    - Chi Lamprotornis (gồm cả Spreo) – 23 loài sáo ngũ sắc điển hình.

### Hóa thạch chưa giải quyết được
Các loài sáo tuyệt chủng trên quần đảo Mascarene có mối quan hệ không chắc chắn. Chỉ 1 loài là sáo Réunion (Fregilupus varius) tuyệt chủng khoảng thập niên 1850 được biết đến từ mẫu vật thu được khi loài chim này còn sinh tồn. Loài thứ hai là sáo Rodigues (Necropsar rodericanus) được thủy thủ người Pháp Julien Tafforet thông báo khoảng năm 1725-1726 trong Relation d'île Rodrigue. Nó chỉ được biết đến với vài mẩu xương gần hóa thạch.
Do quần chim của Mascarene chủ yếu có nguồn gốc Ấn Độ mặc dù nó đủ lâu để có độ khác biệt cao, nhưng một điều không rõ ràng là các loài sáo này thuộc về nhánh nào – hay thậm chí nếu chúng đúng là chim sáo thì ít nhất là sáo Réunion cũng quá khác thường và luôn tồn tại nghi vấn về việc chúng được đặt vào họ này có đúng hay không. Tuy nhiên, hiện tại chúng được coi là có quan hệ họ hàng gần với Leucopsar và Sturnia.
- Chi Fregilupus – Sáo Réunion (tuyệt chủng, thập niên 1850)
- Chi Necropsar – Sáo Rodrigues (tuyệt chủng, cuối thế kỷ 18?)

Loài được cho là "sáo Leguat" ("Necropsar leguati") cuối cùng đã được xác định là mẫu bạch tạng bị gán nhãn nhầm của chim run Martinique (Cinclocerthia gutturalis), một loài chim nhại.
Loài Cryptopsar ischyrhynchus (sáo Mauritius) chỉ được biết đến dưới dạng xương hàm trên gần hóa thạch, được Julian P. Hume mô tả năm 2014. Nó được cho là có quan hệ họ hàng gần với sáo Rodrigues hơn là với sáo Réunion.

## Văn hóa
Hình ảnh chim sáo được sử dụng trong nhiều bài hát như: Nỗi buồn chim sáo (Huỳnh Ngọc Đông & Đinh Trầm Ca), chim sáo ngày xưa (Nhất Sinh),chim trắng mồ côi (Hồng Xương Long & Minh Vy),... Ca khúc dân ca Khmer (Campuchia) Sari Ka Keo Ey (tiếng Khmer: សារិកាកែវអើយ, phát âm tiếng Khmer: [Sà-cà- keo- ơi]) cũng liên quan đến chim Myna (thuộc họ chim Sáo).